# Distretto di Andijan
Il distretto di Andijan (usbeco Andijon) è uno dei 14 distretti della Regione di Andijan, in Uzbekistan con 2.216.500 abitanti (dato 2002).
Il capoluogo è Kuyganyar.

## Geografia antropica

### Suddivisioni amministrative
Il distretto è suddiviso in 1 città (il capoluogo Kuyganyar) e nove comuni, a loro volta formati da 54 località:
- Boʻtaqora
- Yorboshi
- Kunji
- Nayman
- Orol
- Oqyor
- Xakan
- Xartum
- Xarabek